# The Wolverine (film)
The Wolverine este un film cu super-eroi din 2013, bazat pe personajul Marvel Comics – Wolverine. Filmul, distribuit de 20th Century Fox, este cea de 6-a parte din seria de filme X-Men. Hugh Jackman și-a reluat rolul din filmele precedente ca și personaj de titlu. Filmul este regizat de James Mangold după un scenariu de Scott Frank și Mark Bomback.

## Distribuție
- Hugh Jackman în rolul lui Logan / Wolverine
- Tao Okamoto în rolul lui Mariko Yashida
- Rila Fukushima în rolul lui Yukio
- Hiroyuki Sanada în rolul lui Shingen Yashida
- Svetlana Khodchenkova în rolul lui Dr. Green / Viper
- Brian Tee în rolul lui Noburo Mori
- Haruhiko Yamanouchi în rolul lui Yashida
- Will Yun Lee în rolul lui Kenuichio Harada
- Famke Janssen în rolul lui Jean Grey

Adițional, Patrick Stewart și Ian McKellen au reluat rolurile lui Professor Charles Xavier și Magneto în apariții cameo.

## Muzică
Track listing
Toate melodiile sunt compuse de Marco Beltrami.
| Nr. | Titlu                    | Lungime |  |
| 1.  | „A Walk in the Woods”    | 1:02    |  |
| 2.  | „Threnody for Nagasaki”  | 1:15    |  |
| 3.  | „Euthanasia”             | 1:36    |  |
| 4.  | „Logan's Run”            | 3:56    |  |
| 5.  | „The Offer”              | 3:15    |  |
| 6.  | „Arriving at the Temple” | 2:10    |  |
| 7.  | „Funeral Fight”          | 4:22    |  |
| 8.  | „Two Handed”             | 4:04    |  |
| 9.  | „Bullet Train”           | 1:31    |  |
| 10. | „The Snare”              | 1:32    |  |
| 11. | „Abduction”              | 2:11    |  |
| 12. | „Trusting”               | 1:54    |  |
| 13. | „Ninja Quiet”            | 3:40    |  |
| 14. | „Kantana Surgery”        | 3:50    |  |
| 15. | „The Wolverine”          | 2:21    |  |
| 16. | „The Hidden Fortress”    | 5:02    |  |
| 17. | „Silver Samurai”         | 3:27    |  |
| 18. | „Sword of Vengeance”     | 4:32    |  |
| 19. | „Dreams”                 | 1:21    |  |
| 20. | „Goodbye Mariko”         | 1:01    |  |
| 21. | „Where To?”              | 2:25    |  |
| 22. | „Whole Step Haiku”       | 2:08    |  |

iTunes bonus track
| Nr. | Titlu   | Lungime |  |
| 23. | „Yukio” | 1:49    |  |

## Premii și nominalizări
| An   | Premiu                     | Categorie                                                       | Recipient                          | Rezultat     | Ref.   |
| ---- | -------------------------- | --------------------------------------------------------------- | ---------------------------------- | ------------ | ------ |
| 2013 | Hollywood Film Awards      | Hollywood Movie Award                                           | James Mangold                      | Nominalizare | [ 9 ]  |
| 2014 | People's Choice Awards     | Favorite Action Movie                                           | The Wolverine                      | Nominalizare | [ 10 ] |
| 2014 | People's Choice Awards     | Favorite Movie Actor                                            | Hugh Jackman (și pentru Prisoners) | Nominalizare | [ 10 ] |
| 2014 | Screen Actors Guild Awards | Outstanding Performance by a Stunt Ensemble in a Motion Picture | The Wolverine                      | Nominalizare | [ 11 ] |
| 2014 | Kids' Choice Awards        | Favorite Male Buttkicker                                        | Hugh Jackman                       | Nominalizare | [ 12 ] |
| 2014 | Premiile Saturn            | Best Comic-To-Film Motion Picture                               | The Wolverine                      | Nominalizare | [ 13 ] |

## Sequel
În octombrie 2013 s-a anunțat că 20th Century Fox a început negocierile cu Jackman și Mangold pentru a începe să lucreze la un nou film. Pe 20 martie 2014, Fox a anunțat că sequelul va fi lansat pe 3 martie 2017. În ziua următoare, Deadline a anunțat că David James Kelly va scenariza filmul, iar Jackman va relua rolul lui Wolverine. The Wrap a scris că Michael Green va scrie scenariul filmului. Mangold a trimis un tweet spunând că filmările vor începe la începutul anului 2016.